# Fjallsöxl
Fjallsöxl är ett berg i republiken Island. Det ligger i regionen Norðurland vestra, 210 km norr om huvudstaden Reykjavík. Toppen på Fjallsöxl är 609 meter över havet. Det ingår i Skagastrandarfjöll.
Runt Fjallsöxl är det glesbefolkat, med 8 invånare per kvadratkilometer. Närmaste större samhälle är Skagaströnd, omkring 12 kilometer söder om Fjallsöxl. Trakten runt Fjallsöxl består i huvudsak av gräsmarker.